# La Finca, Villa Guerrero
La Finca är en ort i Mexiko.   Den ligger i kommunen Villa Guerrero och delstaten Mexiko, i den sydöstra delen av landet, 80 km sydväst om huvudstaden Mexico City. La Finca ligger 1 870 meter över havet och antalet invånare är 1 680.
Terrängen runt La Finca är kuperad. Runt La Finca är det tätbefolkat, med 427 invånare per kvadratkilometer. Närmaste större samhälle är Ixtapan de la Sal, 6,4 km sydväst om La Finca. I omgivningarna runt La Finca växer huvudsakligen savannskog.